# برایان پریرا
برایان پریرا (انگلیسی: Brayann Pereira؛ زادهٔ تاریخ ورودی نامعتبر است) بازیکن فوتبال است.
وی همچنین در تیم‌های ملی فوتبال France national under-16 football team، زیر ۱۷ سال فرانسه، و زیر ۱۸ سال فرانسه بازی کرده‌است.